# Daniel Risch

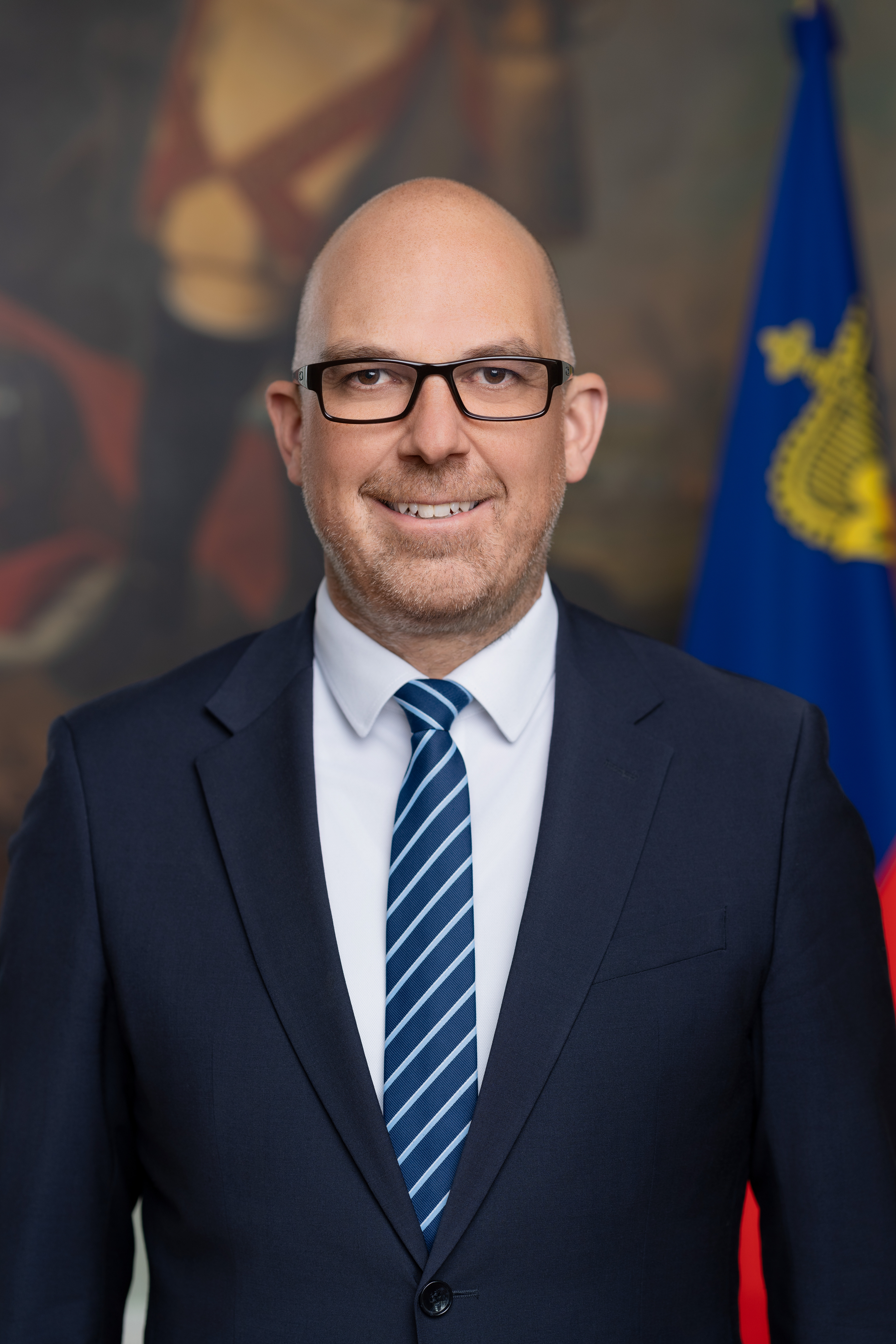
Daniel Risch (2024)

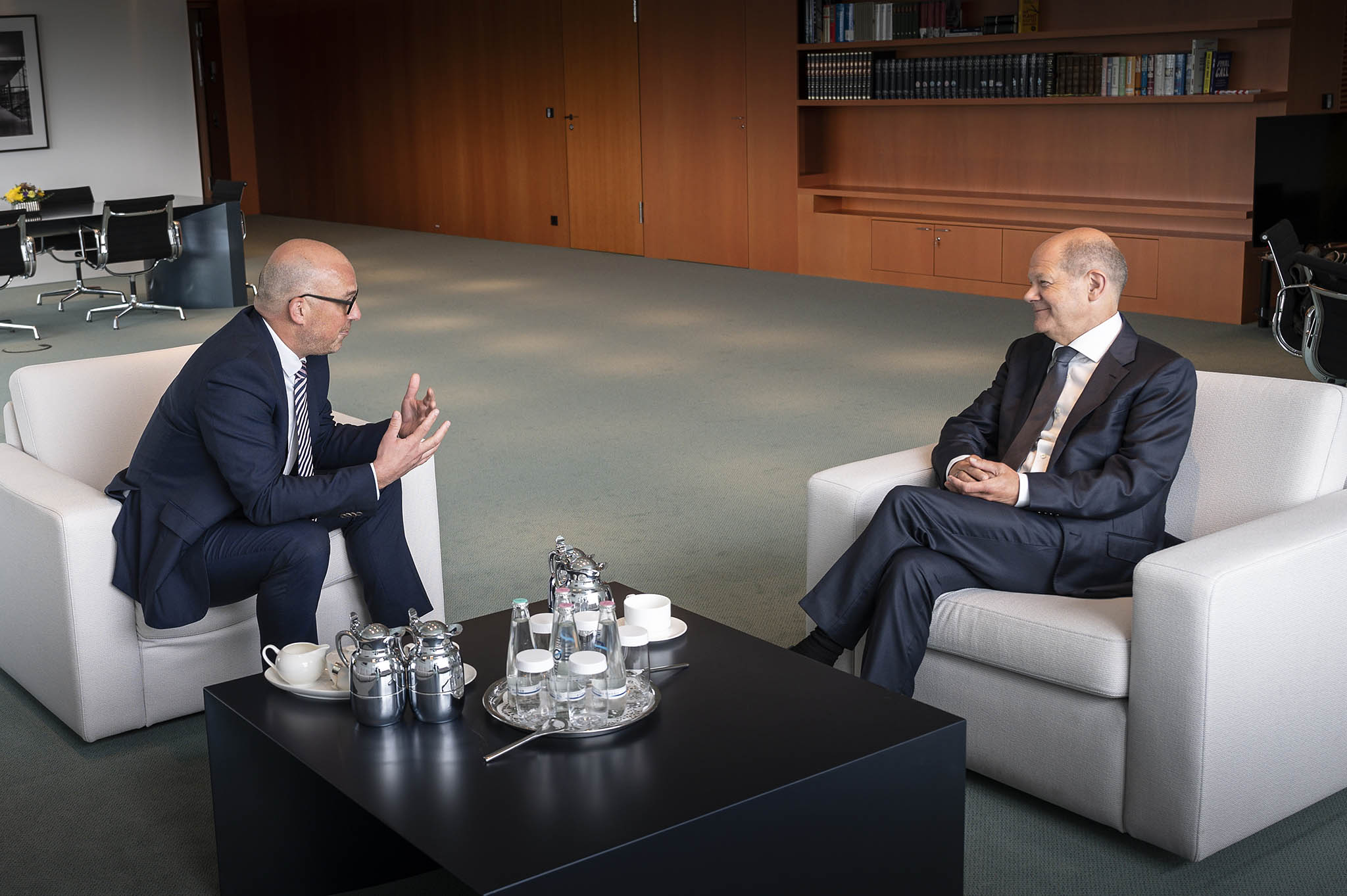
Risch mit Bundeskanzler Olaf Scholz bei seinem Antrittsbesuch in Deutschland am 17. Mai 2022

Daniel Risch (* 5. März 1978 in Grabs) ist ein liechtensteinischer Politiker (VU). Er war von 2021 bis 2025 Regierungschef des Fürstentums Liechtenstein. Zuvor war er von 2017 bis 2021 als Regierungschef-Stellvertreter und Regierungsrat mit Zuständigkeit für das Ministerium für Infrastruktur, Wirtschaft und Sport Mitglied der Regierung des Fürstentums Liechtenstein.

## Leben

### Herkunft und Familie
Daniel Risch ist in Planken aufgewachsen. Er wurde als Sohn des Bankangestellten Hans Risch und dessen Frau Erika geboren. Risch ist verheiratet mit Jasmin Risch (geborene Schädler) und hat zwei Kinder. Risch ist Bürger von Schaan und wohnhaft in Triesen. Sein Grossvater mütterlicherseits war der Regierungschef-Stellvertreter Josef Sprenger, sein Onkel der ehemalige Landtagsabgeordnete Peter Sprenger.

### Schule, Studium und beruflicher Werdegang
Daniel Risch besuchte das Liechtensteinische Gymnasium in Vaduz, welches er 1998 mit dem Ablegen der Wirtschafts-Matura abschloss. Von 1999 bis 2003 studierte er Betriebswirtschaftslehre an den Universitäten St. Gallen, Zürich sowie an der Ludwig-Maximilians-Universität München. An der Universität Zürich erwarb er den akademischen Abschluss mit dem Lizenziat der Wirtschaftswissenschaften (lic. oec. publ.). Im Anschluss daran absolvierte Daniel Risch an der Universität Freiburg bei Andreas Meier ein Doktoratsstudium in Wirtschaftsinformatik und wurde dort 2007 zum Doktor der Wirtschaftswissenschaften (Dr. rer. pol.) promoviert. Von 2006 bis 2007 war Risch im Rahmen eines SNF-Forschungsaufenthalts als Gastdozent an der australischen Universität Melbourne tätig.
Während des Doktoratsstudiums arbeitete Daniel Risch von 2004 bis 2007 als Forschungsassistent und Dozent am Competence Center E-Business der Fachhochschule Nordwestschweiz in Basel. Ab 2007 war er in verschiedenen leitenden Positionen bei der Unic AG, einem E-Business Beratungsunternehmen, tätig. Unter anderem war er Head of Sales sowie Chief Marketing Officer der Unic Gruppe. Von 2015 bis zu seinem Regierungseintritt 2017 war er in weiterer Folge als Chief Marketing Officer bei der Liechtensteinische Post AG beschäftigt und verantwortete die Stabilisierung und Veräusserung des früher durch Akquisition erworbene E-Procurement-Geschäfts der Liechtensteinischen Post AG.

### Nebentätigkeiten
Neben seiner beruflichen Tätigkeit war Risch seit 2009 Gründungs-, Organisationskomitee- und Patronatsmitglied beim Kunst-, Kultur- und Musikfestival FL1.LIFE in Schaan. Zudem war er bis zum Regierungseintritt 2017 in verschiedenen Verwaltungsrats- und Aufsichtsratspositionen in Liechtenstein, der Schweiz, Deutschland und Österreich tätig sowie Vorstandsmitglied beim IKT Forum Liechtenstein. Seit 2021 ist Risch auch Stiftungsrat der Stiftung zur Förderung von Technologiemanagement, Technologiepolitik und Technologietransfer an der Universität St. Gallen sowie Stiftungsratspräsident der LIFE Klimastiftung Liechtenstein.

## Parteilaufbahn
Daniel Risch gehörte bis zu seiner Nomination zum Regierungsmitglied im Jahr 2016 keiner politischen Partei an. Seit seiner Nomination war er ab 2016 Mitglied des Parteipräsidiums der Vaterländischen Union, einer der beiden grossen Volksparteien des Fürstentums Liechtenstein.

## Öffentliche Ämter

### Regierungschef-Stellvertreter und Regierungsrat (2017–2021)
Nach der Landtagswahl in Liechtenstein 2017 wurde Risch von seiner Partei als Regierungschef-Stellvertreter für die Koalitionsregierung mit der Fortschrittlichen Bürgerpartei nominiert und in weiterer Folge mit der Angelobung am 30. März 2017 als solcher Regierungsmitglied. Er leitete als Regierungsrat bis 2021 das Ministerium für Infrastruktur, Wirtschaft und Sport. In die Legislatur 2017 bis 2021 fiel ab März 2020 auch die Bewältigung der weltweiten Corona-Pandemie, was die Regierungszeit faktisch in zwei Perioden teilt.
Nach der Sanierung des Staatshaushalts in Liechtenstein zwischen den Jahren 2010 und 2015, stand im ersten Teil der Legislatur 2017 bis 2021 der Übergang in die Gestaltungsphase im Mittelpunkt. Unter der Leitung des Infrastrukturministers Daniel Risch wurden verschiedene zukunftsgerichtete Konzepte und Strategien erarbeitet, darunter das Mobilitätskonzept 2030, die Energievision 2050 und die Energiestrategie 2030 sowie das Raumkonzept Liechtenstein. Gemeinsam mit dem Bildungsministerium von Regierungsrätin Dominique Hasler wurde zudem die Schulbautenstrategie für das Fürstentum Liechtenstein ausgearbeitet und dem Landtag zur Beschlussfassung vorgelegt. Mit dieser Strategie wurde die zukünftige Entwicklung im Schulbautenbereich vorgezeichnet und in der Folge der Bau von Schulraum in der Größenordnung von über CHF 100 Mio. in Auftrag gegeben. Zudem entschied der Landtag auf Vorlage des Infrastrukturministeriums, das Projekt für das Dienstleistungszentrum Giessen – ein zentrales Verwaltungsgebäude in Vaduz – um zwei Stockwerke zu erweitern und damit rund 300 Personen – was einem 1/3 der Liechtensteinischen Verwaltung entspricht – Platz zu bieten.
Zu Beginn der Legislatur stimmte der Landtag der Vorlage von Infrastrukturminister Risch zu, sich an der neuen Langsamverkehrsbrücke zwischen der Schweiz und Liechtenstein im Bereich Vaduz-Räfis mit CHF 1,1 Mio. zu beteiligten. Die Brücke wurde am 29. Juni 2019 im Beisein von Regierungschef-Stellvertreter Daniel Risch, dem St. Gallischen Regierungsrat Marc Mächler, dem Stadtpräsident von Buchs, Daniel Gut, und dem Bürgermeister von Vaduz, Manfred Bischof, eröffnet.
Im Infrastrukturbereich wurde ausserdem die Sistierung des grenzüberschreitende Eisenbahnprojekt S-Bahn FL.A.CH aufgehoben. Dies nachdem sich Daniel Risch mit dem Österreichischen Infrastrukturminister Norbert Hofer im Mai 2018 auf die Wiederaufnahme der Gespräche geeinigt hatte. Die Verhandlungen zwischen Liechtenstein, Österreich und der ÖBB konnten im Frühjahr 2020 erfolgreich abgeschlossen werden und der Landtag stimmte dem Projekt und dem Finanzierungsschlüssel, welcher für Liechtenstein Kosten von CHF 71.3 Mio. bedeutete, am 4. Juni 2020 mit 18 von 24 Stimmen zu. Gleichzeitig beschloss der Landtag, den Beschluss dem Stimmvolk zur Abstimmung vorzulegen. Das Liechtensteinische Stimmvolk lehnte den Finanzbeschluss und damit das Projekt am 30. August 2020 mit 62,7 % ab. Damit wurde eines von zehn Leitprojekten des Mobilitätskonzept vom Stimmvolk verworfen. An den weiteren Projekten und Massnahmen wurde weitergearbeitet.
Im Sport lag der Fokus des Ministeriums von Daniel Risch auf der Professionalisierung der Sport-Förderstrukturen. In enger Zusammenarbeit mit dem Dachverband des Liechtensteinischen Sports, dem Liechtenstein Olympic Committee (LOC), wurde im Jahr 2018 das Sportgesetz grundlegend überarbeitet und vom Landtag genehmigt.
Als im März 2020 die erste Corona-Welle Liechtenstein erreichte, legte die Liechtensteinische Regierung den Fokus auf die Bewältigung der Krise. In der Verantwortung von Regierungschef-Stellvertreter und Wirtschaftsminister Daniel Risch lag die Initiierung und Leitung der „Task Force Wirtschaft“. Die Task Force Wirtschaft legte dem Landtag ein umfassendes Massnahmenpaket vor, das mit Überbrückungskrediten, Direktzahlungen und der Nutzung der Kurzarbeitsentschädigung sowie einigen flankierenden Massnahmen wie der Stundung von Steuerrechnungen beinhaltete.
Im September 2020 gab Daniel Risch bekannt, dass er für die Legislatur 2021–2025 als Regierungschef der Vaterländischen Union kandidiert. Im September 2021 nominierte die Vaterländische Union ihn als Regierungschefkandidaten.

### Regierungschef (2021–2025)
Am 25. März 2021 wurde Daniel Risch durch Alois von und zu Liechtenstein auf Schloss Vaduz als Regierungschef vereidigt. Er leitete zudem das Ministerium für Präsidiales und Finanzen, das in Liechtenstein von Gesetzes wegen dem Regierungschef zugeteilt ist.
In der Tradition der Antrittsbesuche in den deutschsprachigen Nachbarstaaten besuchte Risch am 22. April 2021 den Schweizer Bundespräsidenten Guy Parmelin und Bundesrat Ueli Maurer in Bern. Am 29. April 2021 besuchte Risch den österreichischen Bundeskanzler Sebastian Kurz sowie Finanzminister Gernot Blümel. Am 17. Mai 2022 und damit nach der Neubildung der Regierung in Deutschland wurde Risch bei seinem Antrittsbesuch in Deutschland von Bundeskanzler Olaf Scholz im Ehrenhof des Kanzleramtes mit militärischen Ehren empfangen.
Ebenfalls aufgrund der COVID-19-Pandemie und der Neugestaltung der Regierungskommunikation wurde am 1. Januar 2022 die erste Neujahrsansprache ausgestrahlt. In den Folgejahren wurde jährlich eine Video-Neujahrsbotschaft des Regierungschefs veröffentlicht.
Die Koalitionsregierung der Legislatur 2021–2025 startete inmitten der weltweiten COVID-19-Pandemie, welche zu Beginn von der Krisenbewältigung geprägt war.
Im Bereich der öffentlichen Finanzen wurde die zurückhaltende Finanzpolitik in der Legislatur 2021–2025 weitergeführt. Zum Ende der Legislatur beliefen sich die Reserven auf rund drei Milliarden Franken. Investitionen und Sondereffekte wurden über das laufende Budget finanziert.
Innenpolitisch wurde in der Legislatur 2021–2025 zudem der Finanzausgleich zwischen Land und Gemeinden weiterentwickelt und um eine neue, horizontale Komponente ergänzt. Die gesamte Banken- und Finanzplatzregulierung wurde neu strukturiert.
Ein wichtiges Projekt der Legislatur war der Beitritt zum Internationalen Währungsfonds im Jahr 2024. Dem Beitritt gingen zwei umfassende Debatten im Parlament sowie ein Staatsvertragsreferendum voraus. Das Liechtensteinische Stimmvolk stimmte am 22. September 2024 mit 55,8 % der Vorlage der Regierung und damit dem vom Landtag und vom Fürstenhaus begrüssten Beitritt zu. Am Rande der Herbstsitzung des Internationalen Währungsfonds in Washington, D.C. unterzeichnete Regierungschef Risch am 21. Oktober 2024 die Articles of Agreement, wodurch Liechtenstein offiziell das 191. Mitglied des Währungsfonds wurde.
Ebenfalls im Herbst 2024 stimmte das Liechtensteinische Stimmvolk der Vorlage zur Neuausrichtung der Staatlichen Pensionskasse (SPL) mit 52,6 % zu. Diese Abstimmung wurde notwendig, da gegen den Vorschlag der Regierung und den Entscheid des Landtags das Referendum ergriffen wurde. Kern der Vorlage war es, die Umverteilung, die sich bei der staatlichen Pensionskasse aus verschiedenen Gründen ergeben hatte, einzudämmen.
Die Legislatur 2021–2025 war ab 2022 zudem auch für Liechtenstein geprägt durch die Folgen des russischen Angriffskriegs auf die Ukraine. Insbesondere im Flüchtlings-, Sicherheits-, Energie- und Sanktionswesen wie auch in der Aussenpolitik war Liechtenstein und die Regierung ab dem 24. Februar 2022 deutlich mehr gefordert. In den Tagen nach dem 24. Februar 2022 entschied die Regierung, dass die Sanktionen der Europäischen Union von Liechtenstein zeitnah übernommen werden.
Im Oktober 2022 fand auf Initiative des französischen Präsidenten Emmanuel Macron das erste Treffen der Europäischen Politischen Gesellschaft (EPG) in Prag statt. An diesem ersten und an allen bis Herbst 2024 halbjährlich folgenden Treffen nahm Regierungschef Risch für Liechtenstein teil. Zudem nahm Regierungschef Daniel Risch gemeinsam mit Aussenministerin Dominique Hasler im Mai 2023 am 4. Gipfeltreffen des Europarats in Reykjavík teil.
Von November 2023 bis Mai 2024 hatte Liechtenstein den Vorsitz im Ministerkomitee des Europarats inne. Der Schwerpunkt der Vorsitzarbeit wurde im Aussenministerium unter Aussenministerin Dominique Hasler und dem Liechtensteinischen Vertreter in Strassburg, Domenik Wanger, geleistet. Risch hielt am 24. Januar 2024 vor der Parlamentarischen Versammlung des Europarats eine europäische Grundsatzrede.
Während seiner Amtszeit nahm Risch an bilateralen wie auch an multilateralen Treffen teil. Dazu zählen unter anderem der UN Summit of the Future im September 2024 in New York, das IWF Annual Meeting im Oktober 2024 in Washington, D.C. sowie die Weltklimakonferenz COP 29 in Baku im November 2024. Im April 2022 brachte Liechtenstein bei der UNO die „Veto-Initiative“ ein, die von der Vollversammlung verabschiedet wurde. Seither tritt die Vollversammlung nach jedem Veto im Sicherheitsrat zusammen, um über das Veto zu debattieren.
Risch setzte sich dafür ein, dass in Liechtenstein neben der römisch-katholischen Kirche, welche gemäss der Liechtensteinischen Verfassung der Rang der „Landeskirche“ zukommt, andere Glaubensgemeinschaften nach definierten Kriterien öffentlich-rechtlich anerkannt werden können. Dieses Projekt konnte er allerdings während seiner Regierungszeit nicht durchsetzen.
Ein nach innen gerichtetes Thema während der Legislatur 2021–2025 war die Digitalisierung. Auf Basis der in der vorangehenden Legislatur verabschiedeten „Digitalen Agenda“ wurden zahlreiche Digitalisierungsprojekte in Angriff genommen und umgesetzt. Dazu gehören auszugsweise die Elektronische Identität (eID), die Neugestaltung der Verwaltungswebsite llv.li, der Aufbau des elektronischen Gesundheitsdossiers (eGD) sowie des Statistikportals statistikportal.li, die Schaffung des Open-Government-Data-Portals (OGD) sowie die vollständige Digitalisierung der Steuererklärung.
Im Herbst 2024 erhielt Risch das Grosse Goldene Ehrenzeichen am Bande für Verdienste um die Republik Österreich von Magnus Brunner verliehen.
Im Februar 2024 kündigte Risch an einer gemeinsamen Pressekonferenz mit Graziella Marok-Wachter und Dominique Hasler an, nicht für eine weitere Legislaturperiode zur Verfügung zu stehen und damit im Frühjahr 2025 aus der Regierung auszuscheiden. Am 10. April 2025 wurde Brigitte Haas zu seiner Nachfolgerin gewählt.